# Cuscomys
Cuscomys é um gênero de roedor da família Abrocomidae.

## Espécies
Duas espécies são reconhecidas:
- Cuscomys ashaninka Emmons, 1999
- Cuscomys oblativus (Eaton, 1916)